# Tubificoides aguadillensis
Tubificoides aguadillensis är en ringmaskart som beskrevs av Alexander William Milligan 1987. Tubificoides aguadillensis ingår i släktet Tubificoides och familjen glattmaskar. Inga underarter finns listade i Catalogue of Life.